# アルガルヴェ・インターナショナル・サーキット
アルガルヴェ・インターナショナル・サーキット（英語: Algarve International Circuit）は、ポルトガル南部アルガルヴェ地方にあるサーキット。
正式名称は、アウトードロモ・インテルナシオナル・ド・アルガルヴェ（葡: Autódromo Internacional do Algarve）。また、ポルティマオ (Portimão) の近くにあるサーキットなのでポルティマオ・サーキット (Portimao Circuit) と表記されることがある。

## 概要
ポルトガルの最南端、リゾート地として知られるアルガルヴェ地方の丘陵地帯に位置する。建築費用1億9,500万ユーロ（約244億円）をかけ、2008年10月に完成した。一帯はアルガルヴェ・モーターパークと呼ばれ、国際サーキット以外にカートレース場やダートトラック、リゾートホテル、レストラン、ビジネススペース、アパートなどの施設が含まれている。
国際モーターサイクリズム連盟 (FIM) のホモロゲーションは2008年10月11日、国際自動車連盟 (FIA) のそれは翌々日の10月13日に得ている。

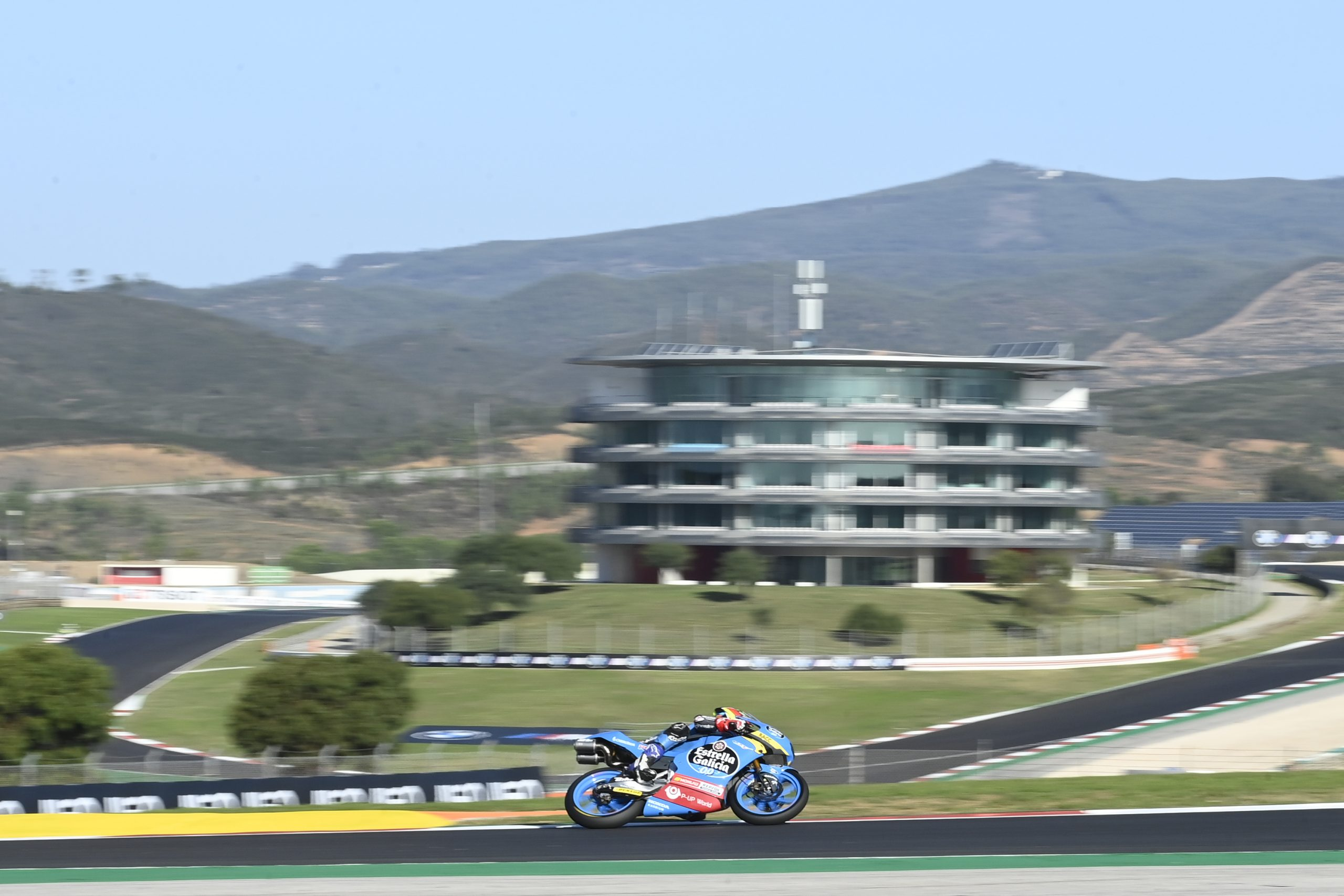
2020年MotoGPポルトガルGP

地形の起伏に沿って波のようにアップダウンを繰り返すレイアウトが特徴的で、「ハイスピード・ローラーコースター」とも呼ばれる。先の見通せないブラインドコーナーが多く、加速・減速の調整が難しい。全長969mのメインストレートエンドの1コーナーとバックストレートエンドの5コーナーは手前が急な下り坂になっており、ブレーキングの勝負所となる。5コーナーから先は傾斜を上っていき、11コーナー付近が最も高い地点となる。12コーナーまで一気に下ったあと再び上り、14コーナーから最終15コーナーにかけては下りながら右に旋回し続け、タイヤに大きな負荷がかかる。
9コーナーにはスーパーバイク世界選手権のレース中の事故により息を引き取ったクレイグ・ジョーンズの名前がつけられている。

## イベント
2008年11月2日、開業後初めて国際規格のレースとなる二輪のスーパーバイク世界選手権が行われた。次にF1のオフシーズンテストが12月14日、15日、16日にかけて行われた。
四輪のイベントとしては、2009年4月12日にA1グランプリ第9戦目が行われ、8月2日にル・マン・シリーズ1000キロメートル・ナイトレース、9月13日FIA GT選手権第7ラウンド、9月19日、20日にGP2第10ラウンド（最終戦）が行われた。
2017年頃からサーキット運営会社がF1ポルトガルGPの復活に向け交渉を行っていたが、F1運営側が乗り気ではなかったことや新規開催国も含めたライバルが多かったため、潜在的な候補という位置づけにとどまっていた。ところが、2020年に新型コロナウイルス感染症の拡大により欧州圏外のグランプリの多くがキャンセルされ、スケジュールを再編した結果、F1開催に必要な「グレード1」の資格を4月に取得していたアルガルヴェを使用する案が浮上し、2020年シーズン第12戦（2020年ポルトガルグランプリ）として初開催されることになった。エストリルで行われた1996年以来、24年ぶりの開催となる。
また、2輪ロードレースのMotoGPも2017年からリザーブ開催契約を交わしていたが、F1と同じ事情により、2020年シーズン最終戦として初開催される。2輪での開催は2012年以来8年ぶりとなる。